# Сан Ђовани I (Палермо)
Сан Ђовани I је насеље у Италији у округу Палермо, региону Сицилија.
Према процени из 2011. у насељу је живело 57 становника. Насеље се налази на надморској висини од 456 м.